# Temple Tanzhe
Le temple Tanzhe (chinois : 潭柘寺 ; pinyin : tánzhè sì) est un temple bouddhiste situé dans les Collines de l'Ouest, une région montagneuse située à l'ouest de Pékin. À une époque, c'était l'un des temples les plus importants du pays. Le temple est situé près de la route nationale chinoise 108 dans le district de Mentougou, à Pékin. 
Construit sous la dynastie Jin (265–420), il a environ 1 700 ans et est l'un des plus anciens temples de Pékin. La superficie totale du temple est de 100 mu (6,8 hectares) et l'agencement des salles qui le compose ressemble à ceux des bâtiments construits sous les dynasties Ming et Qing . 
Il est inscrit depuis juin 2001, sur la 5e liste des sites historiques et culturels majeurs protégés au niveau national, sous le numéro de catalogue, 5—195.

## Histoire
Le temple Tanzhe est fondé la première année de la période Yongjia (307) sous la dynastie des Jin occidentaux (265-317). Il porte alors le nom de temple Jiafu (嘉福寺, jiāfú sì, « temple de la bonne chance ») et est plus tard renommé temple Xiuyun (岫云寺, xiùyún sì) par l'empereur Kangxi (1662-1772) sous la dynastie Qing (1644-1911). Mais comme il y avait un bassin de dragons derrière le temple et des mûriers dans les montagnes environantes, les gens l'appellent toujours « Temple Tanzhe ». Comme il a été construit  avant la fondation de la ville de Pékin, un dicton dit que « vient d'abord le temple Tanzhe, puis la ville de Pékin » (先有潭柘寺，后有北京城, xiān yǒu tánzhè sì, hòu yǒu Běijīng chéng ).
Le temple Tanzhe connais l'apogée de sa puissance et de sa renommée pendant la dynastie Qing (1644-1911), lorsque quatre empereurs successifs, à savoir l'empereur Kangxi (1662-1722), l'empereur Yongzheng (1723-1735), l'empereur Qianlong (1736-1795) et l'empereur Jiaqing (1796- 1820), s'y rendent pour vénérer Bouddha. Cette dévotion particulière élève la position du temple et attire plus de gens.

## Architecture

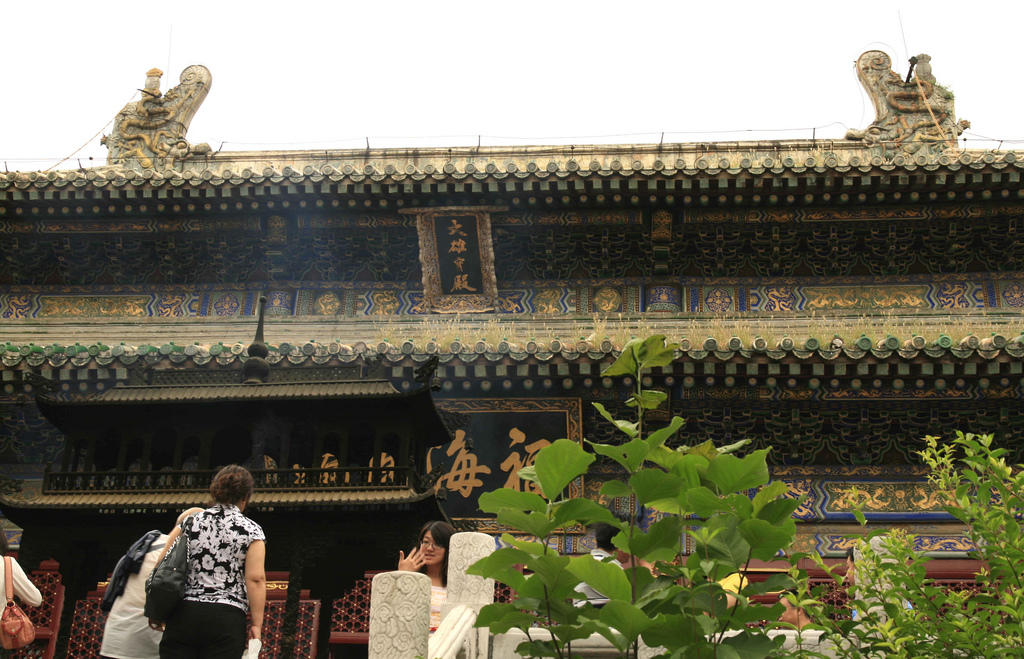
La halle Fuhai (福海) principales à l'intérieur du temple.

Si la plupart des bâtiments actuels du temple datent des dynasties Ming et Qing ; on peut trouver au sein du complexe des pagodes de diverses périodes historiques telles que les dynasties Jin, Yuan, Ming et Qing. Toutefois, les plus de 900 salles et 638 pavillons du temple sont surtout marqué par les styles des dynasties Ming (1368-1644) et Qing (1644-1911). Les deux "arbres empereurs" de la Salle des Trois Sages ont été plantés pendant la dynastie Liao (907-1125), il y a environ 1 000 ans. 
Les bâtiments spacieux et imposants du temple sont disposés suivant trois axes principaux orientés nord-sud. Le long de l'axe central, on trouve le portique, le Shanmen, la salle Deveraja, la salle Mahavira et le pavillon Vairochana. 
Comme dans tout temple bouddhiste, la salle centrale du Tanzhe est la salle Mahavira (en), qui fait 24 mètres de long pour 33 m de large. Les moines bouddhistes y effectuent régulièrement des cérémonies.
Le temple est divisé entre la salle de l'abstinence, l'autel d'ordination et la halle Guanyin (en). Ce dernier est connu pour être associé à la vie de la princesse Miaoyan, la fille de Kubilai Khan. On dit qu'elle est entrée dans le couvent au XIIIe siècle et que l'on peut toujours voir ses empreintes sur la pierre de la halle Guanyin où elle s'est toujours agenouillée pour prier. La légende veut également qu'elle ait été enterrée dans l'enceinte du temple.
À droite de la cour principale, on trouve un jardin contenant des monuments en pierre, construits au fil des siècles dans des styles différents et abritant les restes de moines éminents.

### La salle Mahavira
La salle Mahavira (en) possède des toits à double avant-toit (chinois simplifié : 重檐庑殿顶) recouverts de tuiles émaillée jaunes (en), qui sont un exemple d'excellence de l'architecture chinoise. Sous les gouttières, on trouve une plaque avec les mots « Fuhai Zhulun » ((zh)), Fuhai signifiant « le paradis occidental » et Zhulun, « un grand navire ». Ce texte a été écrit par l'empereur Qianlong (1736 — 1795) de la dynastie Qing (1644 — 1911). À chaque extrémité de la crête principale on trouve un Chiwen émaillée géant, décoré avec un glaçage coloré et au style vif. Ils ont été fabriqués sous la dynastie Yuan (1279 — 1368). Un Chiwen est un animal légendaire avec une tête de dragon et un corps de poisson. Dans les temps anciens, les gens plaçaient des Chiwen aux deux extrémités des arêtes principales des maisons pour éviter les inondations et les incendies et protéger leur famille. Il est dit qu'un jour, l'empereur Kangxi (1662 — 1722) se rendit au temple Tanzhe et vit qu'un des Chiwen allait partir. Il donna l'ordre de construire une longue chaîne dorée et d'un insérer une épée pour le bloquer et l'empêcher de s'échapper. 

### Le pavillon Yigan
Le pavillon Yigan ( chinois simplifié : 猗玕亭 ) est également connu sous le nom de pavillon Liubei (chinois simplifié : 流杯亭 ; litt. « pavillon où s'écoulent les verres ») soit « Pavillon de l'offrande de Vin ». Son sol, fait de marbre blanc, est orné de torsades sortant des éviers de la salle, qui forment un ensemble de motifs en forme de Dragons et de Tigres. Des sources jaillissent des bouches des dragons en pierre se trouvant dans le coin nord-est du pavillon et s'écoulent dans des puits sinueux. Les visiteurs peuvent s'asseoir dans le pavillon et reproduire l'ancienne coutume du « Qushui liushang » ; qui consiste à se rassembler et former un groupe pour boire l'eau d'un canal sinueux, sur lequel flotte une tasse de vin, puis d'apprécier le vin tout en composant des poèmes. 

### La forêt de pagodes
Le temple Tanzhe abrite une grande variété de pagodes funéraires. On y trouve actuellement près de 70 pagodes, construites sous différentes dynasties et entièrement préservées. Elles sont de différents types et styles, telles que les pagodes à colonne de pierre (chinois simplifié : 石经幢式塔), les pagodes monobloc carrées (chinois simplifié : 方形单层浮屠式塔 ), les pagodes en brique avec un avant-toit (chinois simplifié : 密檐式砖塔) et les pagodes en forme de cuvette renversée de style tibétain (chinois simplifié : 覆钵形藏式石塔  ). 